# 南宁飘拂草
南宁飘拂草（学名：Fimbristylis nanningensis）为莎草科飘拂草属下的一个种。

## 扩展阅读
- 維基物種上的相關：南宁飘拂草